# Альбенис, Матео
Матео Антонио Пе́рес де Альбе́нис (исп. Mateo Antonio Pérez de Albéniz; 21 ноября 1755, Логроньо — 23 июня 1831, Сан-Себастьян) — испанский композитор и органист, капельмейстер. Отец композитора Педро Альбениса.
В 1790—1829 годах работал органистом и капельмейстером в храмах Сан-Себастьяна (с перерывом в 1795—1800 годах на работу в Логроньо), сочинял органную и хоровую музыку, а также вокальные сочинения и многочисленные произведения для клавира, в которых чувствуется влияние Гайдна и Моцарта. Клавирная соната ре мажор Матео Альбениса, известная также как Соната-сапатеадо (исп. Sonata zapateado), была в 1925 году опубликована Хоакином Нином и приобрела определённую популярность: её исполняют по сей день как на клавесине и фортепиано, так и в различных переложениях (в частности, есть несколько переложений для гитары, наиболее популярное принадлежит Эмилио Пухолю, и редакция для арфы Сусанны Милдонян). Опубликовал также учебное пособие «Методическая инструкция, спекулятивная и практическая, для обучения пению и исполнению музыки современной и старинной» (исп. Instrucción metódica, especulativa y práctica para enseñar a cantar y tañer la música moderna y antigua; 1802).